# Agnieszka Porzezińska
Agnieszka Porzezińska (ur. 23 września 1979 w Warszawie) – polska scenarzystka i producentka, właścicielka spółki produkcyjnej Kulturalni.art.

## Życiorys
W latach 2003–2008 pracowała w Telewizji Puls. Autorka kilkunastu cykli telewizyjnych, m.in.:  Święto świętych i Ocaleni. Prowadziła popularny program Wolność Słowa, a także magazyn Niedzielnik. Pisała dla portalu Republika Kobiet i magazynu Familia.
Autorka bajki o adopcji pt.: Skąd się biorą rodzice?
W latach 2011–2013 zrealizowała dwa filmy dokumentalne: W imię Matki oraz Tajemnica Tajemnic. Prawdziwa historia ocalenia Polski i świata. Od 2011 roku pisze scenariusze seriali telewizyjnych: m.in. Plebania, Wszystko przed nami.

## Nagrody
- 2007 – nagroda Międzynarodowego Katolickiego Stowarzyszenia Komunikacji Społecznej Singnis[1];
- 2011 – laureatka pierwszej nagrody Tulipanów Narodowego Dnia Życia w kategorii Dziennikarz[2];
- 2013 – Tajemnica Tajemnic – III Nagroda w kategorii Filmy dokumentalne na Polonijnym Festiwalu Multimedialnym[3];
- 2014 – Tajemnica Tajemnic – III Nagroda w kategorii Film dokumentalny na Międzynarodowym Katolickim Festiwalu Filmów i Multimediów w Niepokalanowie[4];
- 2014 – Tajemnica Tajemnic – Nagroda im. Janusza Krupskiego na Festiwalu Niepokorni, Niezłomni, Wyklęci (wraz z Pawłem Sobczykiem)[5].

## Linki zewnętrzn
- Agnieszka Porzezińska w bazie  filmpolski.pl